# Armand van Monchy d'Hocquincourt

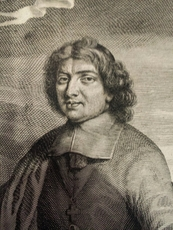
Armand van Monchy d'Hocquincourt

Armand van Monchy d'Hocquincourt (Roye, 1638 - Parijs, 29 oktober 1679) was bisschop van Verdun van 1665 tot 1679. Hij was er de eerste bisschop na het Verdrag van Münster (1648) waarbij het prinsbisdom Verdun werd afgeschaft. Verdun behoorde sindsdan tot het koninkrijk Frankrijk en de titels 'graaf van Verdun' of 'prins van het Rooms-Duitse Rijk' waren eretitels.

## Levensloop

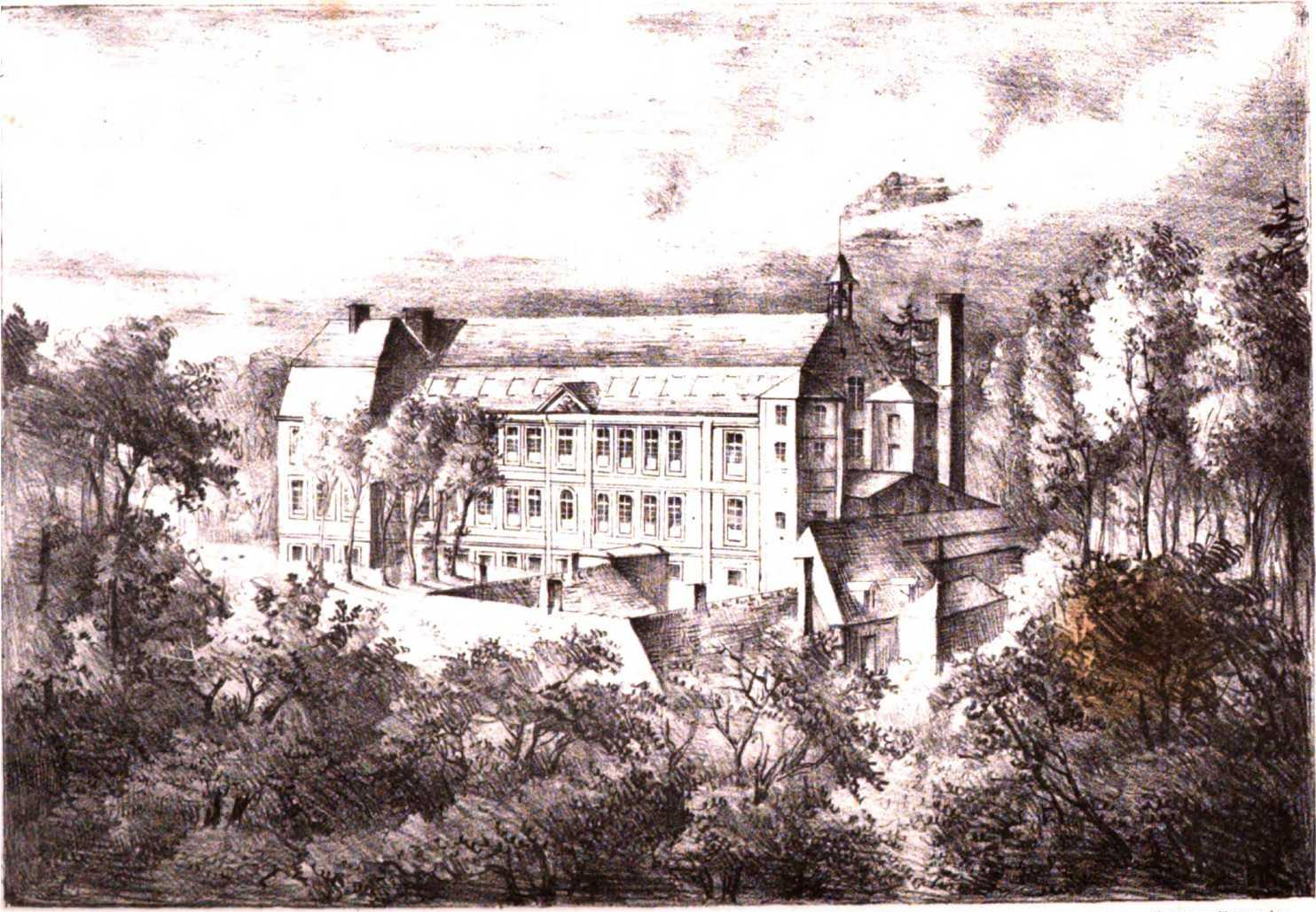
Hocquincourt was titulair abt van Notre-Dame de Bohéries, vandaag Vadencourt

De ouders van Hocquincourt waren Charles van Monchy d'Hocquincourt, markies en maarschalk van Frankrijk, en Eleonora van Etampes. Zijn familie was een adellijke familie uit Picardië. Hij studeerde theologie aan de Sorbonne universiteit in Parijs, waar hij afzwaaide als doctor in de theologie. Hij verbleef nadien in Parijs. Hij werd titulair abt van de abdijen van Saint-Vincent (benedictijnen) in Laon, van Saint-Vanne in Verdun (ook benedictijnen) en van Notre-Dame de Bohéries in Vadencourt (cisterciënzers).
De bisschopszetel van Verdun was vacant sinds 1661. François de Lorraine-Chaligny was de laatste graaf-bisschop van Verdun. Het prinsbisdom Verdun bestond niet meer, want het was in bezit gekomen van de Franse koning. Paus Alexander VII benoemde Hocquincourt tot bisschop van Verdun (1665) maar Hocquincourt werd pas tot bisschop gewijd in 1668. Hij stierf in Parijs in 1679.